# União Centro-Americana de Futebol

UNCAF (orange), CONCACAF (camel + orange).

A UNCAF União Centro-Americana de Futebol, representa as associações nacionais futebol dos países continentais da América Central:  Belize,  Costa Rica,  El Salvador,  Guatemala,  Honduras,  Nicarágua, e  Panamá. A UNCAF é uma organização subordinada a CONCACAF, que por sua vez é subordinada a FIFA.

## Competições
A UNCAF organizou a Copa das Nações UNCAF, que era disputada a cada dois anos e foi substituída pela Liga das Nações da CONCACAF . Sua Primeira edição foi em 1991, e geralmente esta competição era disputada pelas 7 equipes nacionais de futebol da UNCAF. A  Costa Rica ganhou o torneio em oito oportunidades (1991, 1997, 1999, 2003, 2005, 2007, 2013 e 2014).  Honduras que foi a última seleção campeã ganhou o torneio quatro vezes (1993,1995, 2011 e 2017). A  Guatemala sagrou-se campeã em 2001. Este torneio é classificatório para a Copa Ouro da CONCACAF.
A UNCAF também organizou a Copa Interclubes da UNCAF, um torneio anual que foi disputado pelos clubes campeões e vices campeões das ligas nacionais dos membros da UNCAF, o Club Deportivo Motagua foi o último campeão, em 2007. De modo semelhante à Copa UNCAF, este torneio qualificava 3 equipes para a Copa dos Campeões da CONCACAF.